# ダーククロニクル
『ダーククロニクル』（Dark Chronicle）は、2002年11月28日にソニー・コンピュータエンタテインメントより発売されたPlayStation 2用ソフト。ジャンルはアクションRPG。2004年2月26日に廉価版「PlayStation 2 the Best」も発売された。開発元はレベルファイブ。米国では「"Dark Cloud 2"」のタイトルで発売されている。

## 概要
前作『ダーククラウド』と設定・ストーリーは全く異なるが、入るたびにマップがランダム生成されるダンジョン・ジオラマ・武器成長など、ほとんどのシステムを受け継いでいる。いわゆるやりこみ要素が豊富なのも、前作と共通である。
トゥーンレンダリング（3Dキャラクターにアニメ的な風合いを持たせる描画技術）により、表現力が大幅に向上した。またイベントがフルボイス化された。
雑誌『ファミ通』のクロスレビューで35点を獲得してプラチナ殿堂入りするなど、高い評価を得ている。
SCEの「RPGの世界を旅しよう! キャンペーン」の対象商品となっており、『ダーククロニクル』の主人公の故郷を彷彿させる街としてイギリスのマンチェスターへ行けるツアーが予定されていた。しかし、世界同時多発テロの影響でキャンペーンによるツアーはすべて中止された。

## ストーリー
100年後の世界を破滅へと導いたグリフォン大帝。しかし破滅への兆候はユリスのいる現代から始まっていた。未来から送り込まれた大帝のしもべたちにより、既に現代でも、パームブリンクス以外の町はすべて滅んでいた。パームブリンクスの町に住む少年ユリスが、町に来たサーカスの公演を観に行き、それをきっかけに、世界が崩壊の危機に直面していることを知る。旅に出たユリスは未来から来た少女モニカと出会い、邪悪な存在「グリフォン」に立ち向かう。旅を進めるうちにユリスは自らの出生の秘密を知ることになる。

## 進行システム
ストーリーは全部で8つの章に分類され（本編は7章まで、8章は後日談）、各章でひとつのダンジョンを攻略しながら、ジオラマモードで未来を復興させることで進行していく。

### ダンジョン
ダンジョンの基本的な形式は、1つのダンジョンの中に地形が毎回ランダムで構成されるフロアが連なっており、各フロアを順番に攻略していくことで進行していく。一度攻略したフロアは自由に移動することができる。ダンジョンごとにフロアの特徴が異なり、ゲートキーの形状やスフィーダの難易度などに大きく影響する。
ゲートキー、鍵
フロアの出口は最初は閉ざされており、特定の敵からゲートキーを入手し、出口の前で使用することで次のフロアへ進むことができる。また、ゲートキーとは別に、フロア中に閉ざされて進入できない部屋があり、入るには宝箱からルームキーを入手する必要がある。出口を経由せずフロアを脱出することも可能だが、所持金が半分になるペナルティを受けるか、専用の脱出用のアイテムを使用する必要がある。
分岐
特定のフロアには出口が二つあり、進行フロアを任意で選択できる。分岐のルートは出口にある紋章で確認でき、太陽・月・星の3種類がある。そのうち星の紋章の出口は封印されており、ストーリーを進めて特定のアイテムを入手しなければ進むことができない。
課題
各フロアに設定されており、条件を達成することでメダルを貰うことができる。条件は殲滅リミットタイムの更新が必ず設定されており、フロアの特徴等により更にスフィーダか釣りの達成条件が設定されており、その他にアイテムのみ、剣のみ等の特定の攻撃手段に限定した敵殲滅などの条件が1つ設定されている。メダルを集めるとある人物と特殊なアイテムの交換ができる。
ボス
ダンジョンの最奥はボスフロアがあるが、基本的には特定のイベントの完了、特定のアイテムの入手していなければ戦うことができない。最深部のボスを倒せばその章をクリアとなり、次の章へと物語が進行する。

### ジオラマ
グリフォンによって壊されてしまった未来の文明を取り戻すためのシステム。ダンジョンや店などでさまざまな素材を集め、その素材を加工してパーツを作り、組み合わせて建物等を配置することで、起源点を復興していく。現代で配置された建物が未来の文明にある程度反映され、本来の歴史を取り戻すことができる。ストーリー上では復興のための条件が設定されているため、ある程度建物の配置は制限されるが、それを考慮しなければ非常に自由度が高い。
基本
起源点となるマップに各種パーツを配置し、復興条件を満たすことで進行する。起源点となるマップには必ずタイムゲートがあり、未来に飛び、作成したジオラマがどのように未来に影響したか確認ができる。例えば、川エリアを15マス配置すると未来に湖が出現したり、煙突パーツのある家に人を住まわせると未来にアイテムショップが出現する。
ジオストーン
ダンジョンの各フロアに点在する石。入手するとパーツの作成法や、未来の復興条件などの情報が入手できる。得られる情報は基本的に攻略中の章の起源点の情報のみ。パーツ情報は特殊なパーツを除き、すべてのジオラママップに利用できる。
復興条件と完成度
各起源点には、未来を復興させるための条件があり、それを満たすことで未来に変化が起きる。ダンジョンの特定のフロアは、これらの条件を満たさなければ進めないことがある。最深部にいるボスを倒すことが含まれている復興条件を満たすと次の章へ進むことができる。
復興条件を満たすたびに完成度が上がり、すべて満たして100%にするとイベントが発生し、お礼に貴重なアイテムが入手できる。基本的には100%にしなくてもゲームを進めることは可能。
パーツ
マップに配置するもの。地形を無視するような場合を除き、自在に配置・撤去・分解が可能。基本的にはジオラマ用の素材から組み立てる必要があるが、最初からマップに配置されている場合もある。特定のパーツ同士は組み合わせることが可能で、復興条件やサポートキャラクターの移住条件などに影響する。
各種パーツにはポリン数とカルチャーポイント（以下CP）という数値が設定されている。各パーツの合計ポリン数が、各マップに設定された最大ポリン数を超えるとパーツを設置することができなくなる。CPはジオラマの文化レベルを表し、復興条件やサポートキャラクターの移住条件に影響する。

## アイテムに関するシステム
スペクトル
大半のアイテムはスペクトル化し、武器に合成することでパラメータを強化することが可能である。スペクトル化したアイテムは本来の効力を失い合成専用のアイテムとなり、元には戻すことが出来ない。武器がレベルアップするたびに一定の合成ポイントがボーナスで得られ、プレイヤーはどの属性を強化するか考えながら強化することが可能である。
合成の際に上昇するパラメータはスペクトル化したアイテムにより種類と数値が決まっている。武器の場合はスペクトル化した時点での60%の値が上昇する。しかし、レベルを5以上まで成長させなければ、不安定なスペクトルとなってしまう。不安定なスペクトルになると、合成する際に上昇するステータスがランダムで設定されてしまい、安定した強化はできなくなる。

### アイテムの種類
攻撃アイテム
アクティブアイテムの欄に装備し、投げて攻撃するアイテム。
回復アイテム
Hpや状態異常などを回復するアイテム。
防御アイテム
アクティブアイテムの欄に装備することで効果を発揮するアイテム。
クリスタル
スペクトル化して、武器のパラメータを強化するためのアイテム。他のアイテムよりも上昇値が高い。
コイン
スペクトル化して、武器に特殊能力を付加するアイテム。
宝石
スペクトル化して、武器のパラメータを強化するためのアイテム。貴重品だがクリスタルよりも上昇値が高く、複数のパラメータを上昇させられる。
ジオラマ素材
ジオラマパーツの材料となるアイテム。
釣具
釣りに使用するアイテム。竿や餌、ルアーなどが含まれる。
魚
釣った魚。焼いて回復アイテムにしたり、アクアリウムに入れて飼うことができる。
コスチューム
ユリスやモニカの服。身に付けることで外見が変化するが、戦闘能力などに影響はない。
その他
ゲートキーやイベント用のアイテムなど。大半はスペクトル化することができない。

### 写真と発明
カメラを入手すると、周囲の風景の写真を撮れる。写真は発明のネタやアイテムの交換材料に使われる。
撮影の手順
ユリスのアクティブアイテム欄にカメラを装備し、□ボタンを押すことで撮影モードに入る。主観視点に切り替わり、360度の自由な方向にカメラを向けられる。もう一度□ボタンを押すことで撮影が完了する。写真はボードに30枚まで保存でき、さらにメモリーカードの空き容量を使用することで、気に入った写真をアルバムとして保存可能である。
ネタ
特定の被写体を写真に収めると、被写体の名前の横に黄色い電球のマークが表示され、ネタ帳にストックし、発明に利用することができる。またこれらのネタとなる写真を新しく撮影するたびにポイントが加算され写真家レベルが上昇し、レベルが上がるごとにある人物からアイテムがもらえる。
スクープ
ネタの中でも貴重なもの。撮影した際の電球が赤い写真が該当する。通常のネタと比較して写真家レベルのポイント加算が多く、有用な発明品のネタとなる場合が多い。スクープの傾向として、モンスターの珍しい行動・場所や時期が限定されている被写体・ダンジョンのボスなどが該当する。あるアイテムを入手すればいつでもスクープ対象の情報が確認できる。
発明
収集したネタを組み合わせ、新しいアイテムの作成法を習得できるシステム。メニュー画面の「つくる」から「新規発明」を選択し、3つのネタを選択し、組み合わせが正しければ成功となる。無制限に試すことができ、失敗してもペナルティなどはない。発明したアイテムはリストに登録され、各種アイテムを材料として作成できる。
ネタの組み合わせは各地の人やメモなどから情報を得ることができる（ノーヒントのものもある）。また発明に失敗した際には、2つまで正しいネタの組み合わせだった場合に、3つ目のネタのヒントがもらえる。

## 戦闘システム

### 操作キャラクター
操作して戦うキャラクターたち。戦闘は必ず一人で戦い、ボタンひとつで操作キャラを切り替えることができる。各キャラはそれぞれ攻撃手段が異なり、相性のよい敵も異なるため、状況に適したキャラを起用することが求められる。
このゲームでは、操作キャラクターにはHPと防御力という概念しか存在しない。攻撃力は武器のステータスに依存し、操作キャラクターの能力は、専用のアイテムを使用することで成長する。HPの成長用アイテムはユリスとモニカで共用で、防御力は各人専用のものがある。主な入手法はダンジョンやジオラマを進行させることで各所に出現するつづらからとなっている。
ユリス
全編を通して操作可能。右手武器にレンチ、左手武器に銃を用いて戦う。モニカに比べると少々鈍いところはあるものの、岩を持ち上げる等の力仕事や、走る速さはモニカより長けている。打撃系なので、盾を持つ敵や、岩石などの敵に威力を発揮する。カメラやスフィーダロッド、釣竿などの戦闘以外のシステムに使用するアイテムを装備できる。最大HPはエデンの果実、防御力はポテトパイで上昇する。
モニカ
第2章開始時から操作可能（オープニングイベントでも1度だけ操作可能）。ストーリーの都合により、何度か離脱することがある。右手武器に剣、左手武器に魔法の腕輪を用いて戦う。ユリスのレンチと比較して剣は戦闘技術が高く、接近戦での素早い立ち回り、リーチを生かした戦闘が可能。切断系なので、植物、柔らかい敵などに威力を発揮する。最大HPはエデンの果実、防御力は魔女のパフェで上昇する。
ライドポッド
1章中盤より操作可能。ユリスが乗り込んで戦うロボット。攻撃力が高く、生身では歯が立たない相手にも有効なダメージを与えられるが、背の低い敵や小回りの利く敵には通用しにくい。HPに相当するパラメータとしてエネルギーがあり、ダメージを受ける他一定時間毎に徐々に減少していき、0になると壊れて操作不能になり、強制的に操作キャラを交代させられる。エネルギーはHPとは回復手段が異なり、また限られている。コア・ボディ・タンク・レッグ・アームの5つのパーツがあり、それぞれを交換することで強化される。パーツはAbsを蓄積して所定のショップで購入するか、発明にて作成する必要がある。
モンスター変化
2章終盤より操作可能。モニカが変身し、そのモンスターの特技を利用して戦う。特定の敵の好物を詰めたギフトカプセルを敵にぶつけ、その敵を倒すことで入手できるへんげバッジにて変身できる。変身時にはへんげパワーを一定時間毎に消費していき、0になると強制的に操作キャラを交代させられる。消費したへんげパワーはダンジョンを脱出することでのみ回復する。HPはモニカと共有しており、変身時に戦闘不能になるとモニカも戦闘不能になる。Absを蓄積して熟練度が100になることでレベルアップし、一定以上のレベルになると上位のモンスターにクラスチェンジが可能になり、その度に能力上昇値の高いスペクトルアイテムが報酬として入手できる。変身中は同族のモンスターから攻撃されず会話が可能になり、ヒントなどが聞ける。武器やライドポッドと比較して育成に手間がかかるが、その割に能力は低め。

### 武器
戦闘の要となるシステム。接近戦用の右手武器・遠距離用の左手武器・ライドポッドのアームパーツに分類される。武器には種類毎に最低属性値が設定されており、入手時の強さやビルドアップに影響する。
レンチ
ユリスの右手武器。隙が少なくリーチが長く連続攻撃回数が多いが威力が低めのレンチと、攻撃力が高いが隙が大きくリーチが短く連続攻撃回数が少ないハンマーがある。ブレスや魔法などの特定の攻撃をタイミングよく攻撃することで、打ち返すことができる。
剣
モニカの右手武器。種類により連続攻撃回数が異なり、少ないほど攻撃力が高く攻撃時の隙が大きい傾向にある。レンチと比較してリーチの長さと攻撃時の速さに優れる。一定以上の耐久力がある場合、ブレスや魔法などの特定の攻撃をガードすることで吸収し、放出して攻撃する『吸収魔法剣』が可能。種類が非常に多く、他の系統の倍以上の数が存在する。
銃
ユリスの左手武器。弾丸や光線を発射して攻撃する。弾速が速いが直線的な軌道を描くため、距離が遠いと回避されやすい。以下の4種類に分類され、それぞれ特徴や有効な敵が異なる。
ノーマル系
実弾を発射する銃。距離による威力の減退が激しい。下位のものにしか存在しない。
マシンガン系
一発辺りの威力が低いが、凄まじい連射速度と弾速を持つ。距離による威力の減退や、有効な敵などの特徴はノーマル系と同様。
ビーム系
光線を発射する銃。銃の中では最終的な性能が最も高くなる。
グレネード系
グレネード弾を発射する銃。連射速度に劣るが、着弾時の爆風による範囲攻撃が可能で、追尾性にも優れる。生身では歯が立たない敵にも有効である場合が多い。
腕輪
モニカの左手武器。魔法を発射して攻撃する。溜めて発射することで威力を高められるが、溜めずともそれなりの威力を発揮する。追尾性が非常に高く、高確率で敵に命中する。銃と比較して弾速が遅く発射時の隙が大きいため、敵の接近時には不利となる。
スフィーダロッド
ユリスの右手武器。ミニゲームのスフィーダに使用する。武器としても使用できるが、最終的な性能は低い。武器としての特徴はレンチと同様。
アームパーツ
ライドポッドの武器。他の武器とは異なり、レベルアップ・合成・ビルドアップは不可能で、武器ごとに攻撃力や属性値が固定されている。

### 武器の成長
レベルアップ
敵を倒した際に出現する青い魔力の粒(Abs)を入手することで、武器には経験値が蓄積されていき、一定数を超えるとレベルアップする。レベルは「武器名＋レベル」で表記される。
合成
スペクトル化したアイテムを合成し、攻撃・耐久・各種属性を強化できるシステム。武器に蓄積されている合成ポイントを消費し、足りない場合は合成できない。消費する数値はアイテム1個当たり1ポイントで、武器の場合はレベルの数値が消費量となる。
ビルドアップ
武器を鍛えることで、より強力な武器へと成長させることができるシステム。ビルドアップさせたい武器の最低属性値の90%まで鍛えることが条件となる。高位の武器の場合には、特定のモンスターを倒すことが追加条件となる場合もある。ビルドアップによる武器の進化には「分岐」があり、武器が持つ10種類のパラメータの数値で決められる。同じ武器でも強化のさせ方が違うと、ビルドアップ後に異なる武器となる。

### 武器のパラメータ
パラメータにより成長要件が異なる。武器ごとに上限が設定されている。
WHp
武器の耐久力。0になると壊れてしまい攻撃をしても弾かれてしまい使用できなくなる。右手武器は命中させた敵の硬さに応じた数値を、左手武器は使用するごとに消費する。右手武器とアームパーツはリペアの粉、左手武器は種類によりガンリペア・リングリペアのどちらかで数値を回復させられる。武器により初期値が異なり、レベルアップの際に上昇する。
Abs
武器の経験値。ゲージを満たすと武器がレベルアップする。
攻撃
数値が高いほど、与えるダメージが大きくなる。レベルアップの際に上昇する他、合成でも強化できる。
耐久
数値が高いほど、WHpの減少を抑えることができる。
各種属性
数値が高いほど、その属性を弱点とする敵へのダメージが増加する。炎・冷気・稲妻・風・粉砕力・退魔・ケモノ斬り・うろこ斬りの8つに分類される。武器ごとに初期値が異なり、合成のみで強化できる。
合成ポイント
数値の分だけ、スペクトル化したアイテムを合成できる。レベルアップで上昇する。
特殊能力
武器の特殊能力。特定の武器に最初から付加している場合と、スペクトル化した特殊能力を持つ武器かコインを合成することで身につき、最大8つまで付加することができる。有利な効果も不利な効果も存在し、反対の特性を持つ特殊能力は互いに打ち消しあう。

## ミニゲーム

### スフィーダ
ゴルフに似たミニゲーム。特定のイベントで体験後、ダンジョン内でフロアの敵を殲滅させた後にプレイできるようになる。成功するとフロア毎に決められた報酬が貰える。
ユリスがスフィーダロッドを装備し、スフィアを打って時空のひずみにぶつけ、消滅させることで成功となる。スフィアとひずみには赤と青の二種類があり、それぞれ違う色同士で引かれあい、同じ色同士で反発しあうため、スフィアはある程度の強さで地形にぶつかることで色が変わる。時空のひずみにぶつける際にスフィアと同じ色だった場合は、壁にワンクッションさせて違う色にする必要がある。
ひずみにぶつけるまでに打てる回数には制限があり、それを超えてしまうとスフィアが消滅し、失敗となる。空振りや、水などの進入不可能な地形にスフィアを飛ばしてしまうと1打消費したことになり、打った場所からやり直しとなる。成功・失敗に限らず、終了後は一度フロアを脱出し、再びモンスターを殲滅させなければ再挑戦できない。挑戦はひとつのフロアで何度でも可能だが、成功するたびに報酬がグレードダウンしていく。
スフィアとひずみの色・初期位置はモンスターの殲滅時にランダムで決定し、その際のスフィアとひずみの距離によって打数が決まる。
侵入不可地形に加え、ひずみとスフィアの色と位置を考慮しなければならないので、プレイの度に難易度がかなり上下する。
また、マップの構造によっても左右され、例えば水路ならマップの通路の両端は侵入不可地形となり、洞窟ならば新入不可地形は無いが、壁にクッションさせると岩の形状がゴツゴツしているため、バウンド後の軌道が読めなくなる。渓谷ならば谷底は侵入不可地形となるので正確なショットが必要となる。
第8章のセーブデータがメモリーカードに存在すると、タイトル画面の『おまけ』からスフィーダ練習場にて自由にプレイすることが可能となる。

### 釣り
ダンジョンや街にある水場で出来るミニゲーム。特定のイベントで体験後にプレイできるようになる。
釣り竿とエサ、もしくはルアーが必要で、釣竿を飛ばしてしばらくすると魚が寄ってくる（ルアーの場合はある程度動きを作らなければいけない）。タイミング良くボタンを押すと魚が食いつき、糸を切られないように一定距離まで引き寄せることが出来れば魚をゲットすることが出来る。釣竿は釣った魚の難易度や大きさに応じて経験値が入り、100ポイントごとに飛距離や糸の強さなどの竿のパラメータを強化出来る。
釣った魚は回復アイテムとして使用できるが、釣り大会やギョレースの期間中はそちらの用途でも使用することが出来る。

## 登場人物

### 主要人物
ユリス
声 - 久保田恵
本作の主人公。パームブリンクスに住む13歳の少年。メンテナンスショップで働いており手先が器用で、天才的なIQと相まってアイテム発明を得意とする。サーカスの夜の事件をきっかけに、母に会うという思いを胸に外の世界を目指す。赤のアトラミリアに選ばれ、ペンダントとして身に付けている。母の思い出の味であるポテトパイが大好物。
モニカ・レイブランド
声 - 田口宏子
本作のもうひとりの主人公。グリフォン大帝の支配に抵抗する反乱軍の一員として、100年後の未来からやってきた15歳の女剣士。レイブランド王国の姫であり、気の多い性格。グリフォン大帝に支配された未来を元に戻すため、ユリスに協力を要請する。青のアトラミリアに選ばれ、腕輪として右手に身に付けている。魔女のパフェが大好物。
スターブル
声 - 中博史
メンテナンスショップの店主。弱気なニード町長を叱咤し、バース鉄道を復活させ、ユリスに同行する。発明や修理に長け、ライドポッドの整備・強化を行う。
ニード
声 - 小形満
パームブリンクスの町長。住民思いだが少々頼りない性格。外の世界の現状を知っているが、住民が混乱することを恐れバース鉄道を廃止していた。町の住民のためにさまざまなイベントを開催する。
エンディング後の第8章では、大陸全体を復興するためにバース鉄道の拡張を計画し、ユリスに協力を要請する。
エイナ
声 - 岡寛恵
ユリスの母。遠くの町に大事な仕事に出ていると聞かされており、ユリスは顔も覚えていない。実は未来の世界からアトラミリアに選ばれたジラートを守るために派遣され、そのまま愛し合いユリスを産むが、グリフォン軍との戦いが激化したために未来へ帰らざるを得なくなった。
グリフォン
声 - 楠大典
闇の支配者。15年前、自身に立ち向かう力を持った者たちを消し、世界を滅ぼした。1万年前の古代から強い妖気を送り込み、同調した者たちを従えている。太陽のアトラミリアに選ばれた者であり、その力を使い歴史を書き換えていった。名前は彼を恐れた人間たちが付けたもので、自ら名乗ったわけではない。未来の世界では、彼に対抗するための反乱軍が結成されている。
サン
声 - 折笠富美子
古代の月の民。さまざまな宝石をつけたローブを着ている。花が好きで、花を見ようと月花宮殿に忍び込んだところを、アンドレアによって花の世話係に任命される。名前は太陽のように花たちに愛情を降り注ぐようにと、アンドレアが名づけた。アトラミリアを巡る争いでアンドレアが命を落としたことから人間を憎み、ほろびのしくみで古代が滅びた際に人間を滅ぼす決意を固め、グリフォンとなった。

### パームブリンクスの住人
ドニー
声 - くまいもとこ
ユリスの親友の家出少年。ポルカスに追われるユリスを地下水道入り口の隠れ家に匿い、脱出を手助けする。カギ開けを得意とする。コインとスクープ写真の収集が趣味。
ボルネオ
声 - 楠大典
工事の親方。バース鉄道復活の際に同行し、通行できない線路の復旧作業を担当する。
トム
声 - 櫻井孝宏
ボルネオの助手。ボルネオとともに線路の復旧作業を担当する。火薬の匂いが好きで、爆弾や火薬を扱っている。
ジラート
声 - 岩崎ひろし
ユリスの父。赤のアトラミリアの先代の所有者で、新たな所有者に選ばれたユリスに渡した。さまざまな事情からユリスとは仲が良くない。銃の名手でもある。
スチュアート
声 - 梅津秀行
ユリスの家に仕えて30年になる執事。趣味は読書。
ポーク
声 - 塩屋浩三
ユリスの家に仕える料理人。研究のために世界中の珍しいお菓子を作っている。シタビラメのムニエルが得意料理。
ルネ
ユリスの家に仕えるメイド。洋服屋になるのが夢だったが、諦めたために自分に自信が持てない。
パッカー
保安官。曲がったことが大嫌い。町の住民にはやさしく接するが、仕事には厳しい。
ミレーネ
武器屋の店主。趣味でサーカスのアルバイトもしている。チトラルという妹がいる。
グリン
ユリスの家の庭師。
ブルーノ
教会の神父。ジラートとは犬猿の仲。
ローザ
耳が遠い老婆。
ポリー
パン屋の店主。
フラビン
ファブリース族の少年。釣りが好き。
ルーシオ
月の民の少年。人間を信じられず、心を閉ざしている。
モートン
声 - 辻親八
道具屋の主人。副町長も兼ねている。
コリン
モートンの娘の自称ラッキーガール。少々生意気な性格。
クレア
ニードの娘。好奇心旺盛な性格で、珍しい花に興味がある。かなりの美人で、戦いは好まない。
パトリ
描いた物を本物にする力がある魔法絵師。自分が描いた絵の中の女性に惚れてしまい、実体化するために必要な金色の絵の具を求めている。
ジュリア
パトリの描いた絵の中の女性。
ダック先生
声 - 小林恭治
あひるの姿をした医者。本名はキンガートン。
ミーナ
おしゃれに気を使っている虫が嫌いな女性。時空のひずみの影響を特に受けやすい体質で、体調を崩している。
オリビー
ファブリース族の少女。魚を育てており、ギョレースに興味を持っている。

### 外の世界の住人
コンダ
声 - 宮澤正
7人のファブリース族のリーダー。ロココ（声 - 岸尾大輔）、トボ（声 - 下和田裕貴）、ノーム（声 - 辻親八）、モグリン（声 - 小形満）、ウィッキー（声 - 小野坂昌也）、ザック（声 - 千葉進歩）と共にシャーロットに住んでいる。
ホーリー
声 - 折笠富美子
コンダ達の下に迷い込んできた女性。優しく包み込むような魅力を持ち、コンダ達とともに暮らしていたが、ある日七色蝶の森の奥へ姿を消す。ポテトパイが得意料理。その正体は伝説の七色蝶で、小さな蝶の時代にクモの巣にかかった際に助けてくれたコンダ達への恩返しに訪れたが、グリフォンの影響で魔物としての本能を呼び覚まされ、7人に迷惑をかけないために森の奥へ去り、完全な魔物と化した。
マスターウータン
声 - 塩屋浩三
前作『ダーククラウド』ではボスとして登場したが、本作ではおとなしいモンスター。巨大な見た目にふさわしい怪力を持つが、年老いたためにやや衰えている。
エンペラーマーダン
声 - 岩崎ひろし
怪魚の沼の主。派手な外見と森を幸せで包む神聖なる力を持ち、魅了された者はその場を離れられなくなる。毒リンゴが大好物。オカマ口調でビジネスライクな性格。きれい好きで、ハグハグという魚に体の掃除をさせている。
リン
声 - 折笠富美子（未来 - 山本圭子）
てんびん谷に暮らすクレストの弟子。クレストが殺されたショックで難病の毒キリにやられ、メムイータに取り憑かれ記憶を無くしている。第3章中盤から終了まで強制的にサポートキャラとして同行する。そして未来、賢者になるという願いがついに叶う。
シローザ
声 - 西村知道
リンと暮らす白ひげフクロウ。しゃべることができ、語尾に『～ホ』と付ける。
ボス
声 - 上村典子
ボスの谷に住むコンドル。時空のひずみの影響で巣の中の子供にエサを運べずに困っている。
パウ
声 - くまいもとこ
ベニーティオに住む月の民。一人称は「俺」。シグーの世話をしている。ニンジンが大好物。
シグー
声 - 愛河里花子
群れからはぐれたシーグラの子ども。
バル
声 - 中博史
シーグラ族の長老。

### 未来の世界の住人
レイブランド王
モニカの父。青のアトラミリアの所有者だったが、ギルトーニの手によって命を落とす。石はモニカを新しい所有者に選んだため、奪われることを免れた。最強の騎士としても有名だった。
ジュラク
声 - 宮澤正
シャーロットにいる森の大長老。森を浄化し、森に住むすべての生命に活力を与える。太古の昔の記憶を受け継いでいる。語尾に「のね～」を付けて喋る。
クレスト
声 - 千葉進歩
月のクリスタルの力で大占星術を使う大賢者。現代では幼い頃に住んでいた村を救ってくれた男の言葉を受け、皆に安心を与えられる賢者を目指していたが、ギルトーニの襲撃により命を落とす。星の砂時計の力を使っても救うことはできなかったが、代わりにリンがクレストの名を受け継いだ大賢者となる。
ラオチャオ
声 - 塩屋浩三
どんな病気も治る奇跡の料理を作る伝説の料理人。ステラ・ポトにて店を開いている。料理を作っている時のスピードが速い。ポークの子孫。
オズモンド
声 - 千葉進歩
ルナ研で一二を争う優秀な研究員。ユーモラスな行動・言動が多い。モニカとはあまり馬が合わない。イクシオン完成の際には、運転手として同行する。月の民で、前作『ダーククラウド』に登場する同名の人物とほぼ同じ外見をしている（前作では背負ったプロペラ付きの機械で浮遊移動していたが、本作では機械を背負っていない）。
Dr.チャップ
声 - くまいもとこ
ルナ研の所長。まだ子どもながらルナ研で最高の頭脳を持つ。ドニーの子孫。
グイスコン
声 - 楠大典
ガンドラダ大工房の工場長。
ドナ・ホーン
声 - 大木民夫
反乱軍を指揮するホーン王国の王。レイブランド国王の友人。

### グリフォン軍
ギルトーニ
声 - 櫻井孝宏（幼少時 - 秋葉好美、モンスターギルトーニ - 宮澤正）
グリフォンの手下の一人。レイブランド王国を襲撃し、モニカの父を殺害した。時空を行き来する力を持つ。過去の世界では各地の起源点を襲撃し、ユリスたちと何度も対峙する。
青き血の民の父と人間の母（声 - 柳沢真由美）の間に生まれた魔族の子で、幼い頃に父が病死したことをきっかけに母とともに人間たちに迫害され、母も病で亡くなったことから人間を憎み、グリフォンの意識に同調する。
ポルカス
声 - 茶風林
ポルカスサーカス団の団長。丁寧なオカマ口調でしゃべるが、非常にサディスティックな性格。とんがりマロンが好物。町の監視と不思議な石・アトラミリアの探索をしている。ユリスの持つ赤いペンダントがそれだと知り、ユリスを執拗に追いかける。年収は2400ギルダ。
ユリス達がバース鉄道で移動している際に、ガトリング砲を装着した車で応戦。敗れた後、列車を巻き添えに自爆しようとする(挑発している時に、丁寧なオカマ口調からヤクザ口調になってしまう)が、モニカに倒されてしまう。
リンダちゃん
ポルカスサーカス団のアイドルの象。サーカス公演ではオーバーヘッドキックを披露した。ピアスを付けていて、耳や鼻などにタトゥーのような模様がある。生身の攻撃では歯が立たず、ユリスはスターブルに渡されたライドポッドで戦った。
マッチョ
ポルカスサーカス団の一員で団長のおかかえ運転手をしている。その名と体格のとおり、力自慢のパフォーマンスを得意とする。ユリスを追っている。
Dr.ジャミング
声 - 梅津秀行
グリフォンの手下の一人。ギルトーニの片腕で悲劇のロッカー。空調和飛空術を研究していたが行き詰まり、ギルトーニにそそのかされてグリフォンの僕となった。発明品マリオメットでシーグラたちを操りユリスとモニカを襲うが、敗れて改心し、行き詰まっていた空調和飛空術も完成させ、未来のルナ研にて彼の孫が開発した時空制御パネルと組み合わせることでイクシオンの開発に大きく貢献した。

### その他の人物
メムイータ
とりついた人間の記憶を食べる幻の魔物。
アンドレア
声 - 柳沢真由美
月花宮殿の主。明るい性格。アトラミリアを巡る争いに巻き込まれた際に女王としての役目を全うするために命を落とす。その後も魂は残り、月花宮殿を訪れたユリスとモニカを導く。
ダークエレメント
声 - 千葉進歩
サンの体内から出現した悪意の化身。
魔神
声 - 塩屋浩三
前作『ダーククラウド』に登場するキャラクター。本作では影の大ボスとして登場する。
この他にも、各地の住人などほぼ全ての人物に固有の名前が存在する（カメラで撮影することで名前が判明する）。

## 用語
ギルダ
本作の世界の通貨。
アトラミリア
大地を動かし、時を操る力を持った宝珠。未来へ行ける大地の石（赤色）、過去へ行ける月の石(青色)、太陽の石（黄色）の3つが存在する。3つ手に入れることで星の力を手にすることができ、グリフォンがその力を求める。
自らの意思で所有者を選び、正しき心の持ち主のみが認められる。時を越えることができるが、本来の使い方ではないため、越えられる時間は100年程度。
起源点
物事のきっかけとなる事件。グリフォンによって破壊され、未来が崩壊した。ジオラマにて復活させることができるが、元とは多少異なる新しい時の流れが生まれる。
ジオストーン
古代人が作り出した石。古代文明の高度な知識が詰まっており、カーペントリオンの炉にくべることで建物の作り方や未来の発展の指針をダウンロードできる。ダンジョンに点在している。
タイムゲート
起源点に現れる時空の門。アトラミリアやイクシオンの力を用いて時間を移動することができる。
スフィーダ
グリフォンが時の流れを乱したことで発生した時空のひずみを消す作業。ひずみからこぼれたスフィアをぶつけることで消える。スフィアには手で触れることができないため、長い棒状のもので飛ばす必要があり、未来ではスポーツのような感覚で行われている。時空のひずみが悪影響を及ぼす体質を持つ者もいる。
ヨルダの木
古代から生き続けている神木。ステラ渓谷にある。
ルナストーン
人間の考える能力を飛躍的に向上させる石。ルナ研に欠かせないもの。
ほろびの月
月が落ちてきて人が滅ぶ世界を描いた古代の壁画。世界にいくつも存在するが、詳しいことは解明されていない。
空調和飛空術（くうちょうわひくうじゅつ）
音によって物体を空に浮かべる技術。Ｄr.ジャミングが研究し完成させ、空とぶ乗り物が数多く開発された。本来は100年後の未来でも完成されなかったはずだが、未来を復興したことによりそれが変わり、実現することとなった。
ファイアースコール
火山の炎のエネルギーを火の粉の雨に変え、人工物を燃やしてしまう装置。未来にてグリフォン軍が使用していたがグイスコン達に破壊されたため、現代のガンドール火山の頂上に設置され、起源点を破壊する要因となった。
ゼルマイト
列車の燃料となる鉱石。パーム鉱山で採掘される。

### 乗り物
スティーブ
声 - 小野坂昌也
スターブルの発明したライドポッド。ユリスが乗り込んで操縦することで戦う。ボイスユニットを装着すると関西弁でしゃべる。
バース壱号
パームブリンクスにある列車。ボルネオとトムの住処となっていたが、スターブルによって復活し、外の世界を移動するための手段となる。
パームブリンクスの町が誕生した際にエンジニアを総動員して作られたものであり、名前の由来も『誕生』からとなっている。
カーペントリオン
ファブリース族に語り継がれてきた技術を結集した究極の建築マシーン。建築物や自然の地形などを作り出すことができる。ジオラマ作成に使用される。
デスアーク
ギルトーニの所有する飛空戦艦。炎を動力としている。
イクシオン
時空を超える力を持った列車。空調和飛空術と時間制御パネルを組み合わせることで、1万年の時を超えることができる。リモート装置でタイムゲートを利用することもできる。
パズノス
反乱軍の切り札である移動要塞。最大の武器はペズローダーキャノン。ガンドラダ大工房とともに起源点を消されていたが、ユリスとモニカが復活させたことで新たに巨大ロボットへと変形するギガントモードが搭載された。

### 種族
月の民
月に住んでいたとされるウサギの姿をした種族。予知能力を持つ。パウ、ルーシオ、オズモンド、サンが該当する。
ファブリース族
家や植物を作り出す力を持った種族。とがった耳が特徴。人間にはあまり好意的ではないが、一度認めた相手には協力的になる。ぶどう酒に目がない。コンダ、ロココ、トボ、ノーム、ザック、モグリ、ウィッキー、フラビン、オリビーが該当する。
シーグラ
特定の時期にベニーティオで過ごすために南の海からやってくる渡り竜。その際にルナストーンを運んでくるため、ルナ研にとって重要な存在となっている。人語は話せないが、ルナ研によって翻訳機が開発されている。

### 地名
パームブリンクス
世界に現存するただひとつの町。外の世界とは隔絶されている。
地下水道
第1章の舞台となるダンジョン。パームブリンクスと外の世界を結んでいる。
シャーロット
ジュラクモールの起源点。精霊の森と呼ばれる。
ジュラクモール
ジュラクが存在する森。
七色蝶の森
第2章の舞台となるダンジョン。七色に輝く蝶が住むという伝説がある。星の封印が施された先は、光の届かない暗い森となっている。
てんびん谷
ステラ・ポトの起源点。4つの台地に分かれ、それぞれに造られた建物の重さによって高さが変わるようになっている。
ステラ・ポト
賢者たちが集う巨大な寺院。月のクリスタルの力を発揮するために、法力によって周囲に夜の空間を作り出している。
ステラ渓谷
第3章の舞台となるダンジョン。てんびん谷から続く海へ通じる街道で、終点には月のクリスタルを有する灯台がある。コンドルを巨大な肉で誘いつかまることでフロア間を移動する。
ベニーティオ
ルナティックウィズダム研究所の起源点。エリアの大半を浅瀬が占めるため、建物を作るには桟橋を造る必要がある。
潮騒の洞窟
第4章の舞台となるダンジョン。地面が水に満ちた洞窟内の部分と、海沿いの砂浜の部分に分かれている。抜けた先にはシーグラの集落がある。
ルナティックウィズダム研究所
通称ルナ研。未来世界最高の研究機関。
ヘイム・ラダ
ガンドラダ大工房の起源点。ガンドール火山のふもとにある村。ギルトーニの手により火の粉が降り注いでおり、木でできたパーツを配置すると燃えてしまう。また、随所にある間欠泉が建物の配置を邪魔する。
ガンドール火山
第5章の舞台となるダンジョン。山頂を境にフロアの様子が変わり、前半は間欠泉を利用して登っていき、後半は溶岩が満ちた洞窟を火口の底へ向かって降りていく。
ガンドラダ大工房
パズノスが作られた工房。名前はガンドール火山とヘイム･ラダを合わせたもの。
カザロフストーンヘンジ
古代人が作った時空潮流の中心にあたる遺跡。各ダンジョンに隠された4つのラピスの力により、過去と未来の空間を重ねることができる。
月花宮殿
第7章の舞台となるダンジョン。古代に存在した王国の城。グリフォンの力で空に浮かび、現代へとタイムワープしてきた。
ジオラマモードで庭園を復活させていくことになるが、ジオストーンからは復興条件をダウンロードすることができず、エントランスの絵画を頼りにすることになる。
ゼルマイト鉱山洞
第8章の舞台となるダンジョン。パームブリンクスの公園から行ける鉱山。正式名称はパーム鉱山。